# Leptogenys khaura
Leptogenys khaura is een mierensoort uit de onderfamilie van de Ponerinae. De wetenschappelijke naam van de soort is voor het eerst geldig gepubliceerd in 1975 door Bolton.